# リチャード・アーミティッジ
リチャード・アーミティッジ（Richard Crispin Armitage、1971年8月22日 - ）はイギリス人俳優。名字のアーミティッジは、/ˈɑrmɪtɪdʒ/と第一音節'Ar-'の部分に強勢を置いて発音され、続く'-mitage'の発音は「ミティッジ／ミティジ」に近い。本人による発音 listen、および辞書 の発音を参照。したがって、しばしばなされる「アーミテージ」というカタカナ表記は適切ではない。
アーミティッジは、BBCのテレビシリーズ『North and South』におけるジョン・ソーントン役、『ロビン・フッド』におけるギズボーンのガイ役、そして『MI-5 英国機密諜報部』におけるルーカス・ノース役で知られる。
ニュージーランドで撮影されたピーター・ジャクソン監督による映画『ホビット』において、主役級トーリン・オーケンシールドに抜擢された。

## 来歴
イングランド、レスター州レスターの生まれ。同州ハンコウトの公立小学校からブロッキングトン・コレッジ（中等教育）へと進み、音楽を学ぶ。ブロッキングトン・コレッジおよび地元のオーケストラにおいてチェロを演奏した。フルート演奏も学ぶ。その後コヴェントリーのパティソン・コレッジ（専門学校）に進み、ダンスと演技を学んだ。アーミティッジの初舞台は、バーミンガムのアレックス・シアターでの『ホビットの冒険』における、ドワーフの王子役だった。LAMDAを修了の後、舞台俳優としての修行を積むが、その後主にBBCなどテレビドラマで活躍。

## キャリア
17歳の時、舞台俳優組合の資格取得の目的で、6週間ブダペストのサーカスに参加した。イギリスに戻ってからは、ミュージカルの舞台でのキャリアを積み、『キャッツ』（Cats）にアドメタスおよびマカヴィティ役で出演もした。
彼はミュージカル舞台に飽きたらず、LAMADAで演劇の勉強に戻った。「ミュージカル俳優を目指していたが、21歳の頃、これは自分の進むべき道ではないという思いに打たれた。ミュージカルの舞台よりも何かもっと真実味のあるものをやらなければと思ったんだ。自分にはミュージカルはちょっと大仰すぎ、要は舞台に立って見せびらかしているだけに思われた。何か別のことをやりたいと思い、そのために演劇学校に戻った」と語っている。
LAMDAでの3年間の課程を修了後は、ロイヤル・シェイクスピア・カンパニー（RSC）で『マクベス』および『マルフィ侯爵夫人』(The Duchess of Malfi)、バーミンガム・レパートリー劇団で『ハムレット』および『Four Alice Bakers』に脇役として出演したほか、いくつかのテレビや映画で端役を務めた。
アーミティッジはRSCの『マクベス』の日本公演で来日しており、アンガス役を演じた。セリフは7行だったという。「楽屋口には何百人ものファンが待ち構えていたが、主役の役者を待っていたわけではなかった。私のことを待っていたんだ!端役だったのになんともおかしなことだ。」。実は、この日本のファンは、『スター・ウォーズ』のマニアで、『エピソード1/ファントム・メナス』に出演したことを知って、『スター・ウォーズ』の記念グッズにサインをもらおうと待ち構えていたのだった。
テレビでの最初の主要な役は、BBC（英国放送協会）の『Sparkhouse』（2002年）での、内気だが高潔なジョン・スタンドリング役であった。「役に扮してオーディションを受けに行ったのはこれが初めてだった。脇役ではあったけれど、ものすごく真剣に取り組んだ役柄だった。（中略）もう元に戻ることは出来なかった。何でもこの役の時の様に取り組まなければいけないって分かったんだ」と語った。これ以降、彼は『Between the Sheets』、『Cold Feet』、『Ultimate Force』など、さまざまなテレビ番組で脇役を演じた。
そして2004年、最初の主役となった、エリザベス・ギャスケルの小説『北と南』（1855年）のBBCのテレビドラマでジョン・ソーントン役を演じた。アーミティッジは、自らもイングランド北部の労働者階級の家庭の出身であり、この役には強く惹かれたという。「私の父方の家族は、織工や紡績工だった。私の背景はそこにあり、自分がその物語の一部となれると思うとわくわくした」と語っている。彼はまた、ソーントンというキャラクターに引きつけられた要素として、その二面性をあげている。「力強く怪物的ともいえるほどの企業家と、傷つきやすい少年のようなところという、二つの異なる側面を演じるのは面白い」と言う。
2005年、BBCのシェイクスピアの再話シリーズの『マクベス』でマクダフ(Macduff)役を演じ、『リンリー警部 捜査ファイル』シリーズ4の第一話ではフィリップ・ターナーという殺人容疑者役を演じた。BBCの『印象派 若き日のモネと巨匠たち』では若き日の主役クロード・モネを演じ、ITVの『The Golden Hour』というロンドンのヘリコプター緊急救出隊についての医療現場ドラマシリーズではアレック・トラック医師役をつとめた。また『Frozen』では、彼にとって映画では初めての実のある役、スティーヴンという港湾局の保安要員を演じた。
2006年、アーミティッジはBBCのテレビドラマシリーズ『ロビン・フッド』でサー・ガイ・オヴ・ギズボーン(Sir Guy of Gisbourne)の大役を引き受けた。
「ガイというキャラクターを演じるには、彼の内なる葛藤を見いだす必要があった。彼は常に善と悪との間で、つまり自分がなりたいと思う姿と現実の自分との間で引き裂かれている。彼は善人になれたかもしれないのに、いつも致命的な欠点 —是が非でも栄華を欲するという— によって足を引っ張られてしまう。」「正直、演じていつでも一番面白いのは悪役だと思う。粗野にも攻撃的にもなれるし、日常生活では出来ないような事をやれるから。誰でも普段は礼儀正しく感じ良くお行儀良くしていなくてはいけない。でも悪者を演じるとなると、自分のそういう面を演技できる。思うに自分にはちょっとガイのようなところ、いくぶん好戦的な面があるのかもしれない。いや、実に面白い、すごく楽しいよ。」『ロビン・フッド』の最終シリーズとなったシリーズ3は2009年3月28日にスタートした。日本では、LaLa TVで2008年12月7日よりシリーズ1の放映が始まり、2009年にシリーズ2、2010年にシリーズ3が放映されている。
アーミティッジは、2006年のクリスマス特別番組として二部構成で放映された『The Vicar of Dibley』に、村の女性牧師の新たな恋の相手（最後には夫となる）ハリー・ケネディとして出演した。2007年の「レッド・ノーズ・デイ」（毎年3月に行われるチャリティ・テレソン）では、このハリー・ケネディ役を再び演じた。2007年4月8日には、『孤高の警部 ジョージ・ジェントリー』という刑事ドラマで主役をつとめ、マーティン・ショウ(Martin Shaw)、リー・イングルビーと共演した。アーミティッジが演じたのは、バイカーのリッキー・ディーミングである。2007年5月9日には、BBC 4の『Miss Marie Lloyd – Queen of The Music Hall』というドラマで、マリー・ロイド(Marie Lloyd)の最初の夫、パーシー・コートニイを演じた。またグラナダTVのアガサ・クリスティ原作『無実はさいなむ』のドラマには、フィリップ・ダラント役で出演した。
アーミティッジは、イギリスで2008年10月7日にスタートした『MI-5 英国機密諜報部』のシリーズ7のキャストに、ルーカス・ノース（Lucas North）役で参加した。「表面的にはルーカスは感じの良い人物だが、ロシアでの8年間の刑務所暮らしは彼に多大な影響をもたらしている。彼の人格は、投獄される前の彼と、囚人としての彼、そしてその結果なった彼、との間で分裂している。彼の外側の見かけは人好きのするものだが、その内側にいるのは、大きなトラウマをくぐり抜けてきた者だ。（中略）彼は自分がいかに心に傷を負っているかということに、刑務所での記憶が表面化し始めるまで気づかないでいる。」「アクションと確かなキャラクターという組み合わせの映画が好きだ。ルーカスが興味深いのもそれが理由だ。複雑な心理を抱えながらも、外に出て行って世界を救おうとするという人物を演じられるからね。」アーミティッジは、シリーズ7の撮影中、拷問の回想シーンの撮影のため、自らあえて「ウォーターボーディング」という水責めの拷問を受けたことで悪名を馳せた。
2009年5月20日放映のBBC1のテレビドラマ『Moving On』では、ジョン･マリガン役を演じた。
2010年5月、彼はスカイ1の『反撃のレスキュー・ミッション』で主役、ジョン・ポーター役をつとめた。ジョン・ポーターを演ずるにあったってアーミティッジは、「（クリス・ライアンによる）原作の本では『ストライク･バック』というのがどんな種類のドラマなのかは明白だが、自分そして脚本家や監督たちを駆り立てる挑戦となったのは、ジョン・ポーターの感情的な核心部を見つけることだった。一人の男がいかにして鍛え上げられた殺し屋となり、それでいて家に帰ると妻を抱き締め、赤ん坊の娘を揺すって寝付かせたりするのだろうか？どうしたら兵士は命じられたことを実行するのに良心の呵責を感じないでいられるのか?」 彼はまた「結局自分が引きつけられたのはジョン・ポーターというキャラクターであり、追い詰められた状況下である決断を下し、その決断が彼の生涯に波及効果を及ぼしたという男の物語だ。自分のしたことで三人の友人の命が失われたのだったとしても、自分は正しいことをしたのだとまだ信じつつ、彼は贖罪を探求する。（中略）立ち上がって『自分は過ちをおかし、その責任をとるつもりだ。なぜそれが過ちだったのかその理由を探し当てるつもりだ』と言える頑強さは素晴らしいと思う。そこには怒りがあり、そして不合理がある。『自分のしたことは正しかったのに、その結果は間違っていた』という感じだ。」
スカイ1は『反撃のレスキュー・ミッション』の第2シリーズを委嘱し、2011年8月に放映が開始された。しかし映画『ホビット』出演との兼ね合い故、アーミティッジは第2シリーズではゲスト出演しているのみである。日本では第1シリーズが2011年2月にWOWOWで放映された。
2011年7月に公開予定のコミック原作の映画『キャプテン・アメリカ/ザ・ファースト・アベンジャー』にナチスの悪役、ハインツ・クルーガーとして出演することが発表されている。
また彼は、J. R. R. トールキンの『ホビットの冒険』のピーター・ジャクソン監督による映画化作品『ホビット』三部作で、ドワーフ王トーリン・オーケンシールド（トーリン二世）役を射止めている。
リチャード・アーミティッジはまた近年数多く、声の出演をしており、さまざまなラジオ番組で詩の朗読を行っているほか、2010年4月にはBBC ラジオ4の『クラリッサ』(サミュエル・リチャードソン原作)のラジオドラマで、主役のロバート・ラブレスを演じている。オーディオブックも多数手がけており、BBCの『ロビン･フッド』を小説化したものを初め、バーナード・コーンウェルの『北の支配者たち』(The Lords of the North)、ジョージェット・ヘイヤーの小説『シルベスター』、『令嬢ヴェニシア』、『財産目当ての結婚』の三作（ナクソス・オーディオブックス）を録音している。また『大英帝国の子孫たち』(Empire’s Children)など数々のテレビ番組のナレーションもつとめている。
彼は、リチャード三世の生涯にもとづいたドラマの制作にも携わっている。「私がリチャードと名づけられたのは、ボズワースの戦いでリチャード三世が没した記念日に生まれたことに因んでいる。父の愛読書の一つがシャロン・ケイ・ペンマンの『輝かしき太陽』で、自分でも何年も前に読んだ。ここ数年、このリチャード三世の物語の回復に向けて、関心も生じてきており、一連のリサーチも行っている。一俳優として、是非成し遂げたいと思っているプロジェクトだ。社会政治的スリラーでラブストーリーでもあり王家の悲劇でもあり、すばらしい物語だと思っている。」「リチャード三世には闇と神秘がある。野心的でないのに王位へ登り詰めるコースにのせられ、直感的に自分には向いていないと分かっていながら、気づいたら王位に就いてしまっていたとさえ言える人物、という感じが好きなんだ。」「自分で書いたものではないが、発展段階にある脚本があって、リチャード三世に関するものなんだ（中略）語るべきことが多すぎ、二十話ぐらいにすれば話を網羅できるかな（中略）「薔薇戦争」の長期シリーズドラマのようなもので（中略）これをプロデュースしたいと思う人が沢山いるのは分かっているが、実際に御輿を上げようという人がいない。いま一歩ね。もう一息、もう一息というところだ。」
アーミティジは自らをメソッド演技法の俳優と言っている。「ある意味ではちょっと楽をしているのかもしれない。メソッド演技をするということは、その役を装う必要がなく、ただ自分が役そのものだと信じればいいだけだからだ。役になりきるのは可能だが、自分はどちらかと言うと役から出たり入ったりする方だと思う。自分の役になりきっているから他人と話が出来ないというタイプじゃないが、まあ、その役柄と行動を共にしているという感じかな。その役はいつもそこに居るんだ。何かをマリネにしているようなもので—マリネードにいつでも漬かっているような感覚だ。」彼はしばしば、自分の演じるキャラクターの持つ二重性に惹かれてそれを発展させるのだと述べている。 もしヒーローの役を与えられると、途端にその人物の内なるアンチヒーローを探してしまう。（中略）何事も内と外と両側から眺めるんだ。」彼はまたよく、自分が演じるキャラクターの完全な伝記を作り上げ「キャラクター日誌」をつけるということに言及している。「自分にとって、演じるキャラクターのために背景を付け加えることは重要だ。それがキャラクターの辿る道のりの全過程で役立つことになるんだ。これの大部分は人には明かさないことだし、誰もそれを読むことはない。それは自分にとって役に立つことなんだ。長期シリーズ作品をやって、（最初のシリーズ以降も）将来がある役柄を演じるというのは、ある時点で戻って来る必要があると分かっている庭を造らなければいけないようなものだ。早く植え付けをしないと、思っていたのと食い違ってきてしまう可能性がある。」

### 私生活
2023年、自身のセクシュアリティについて、アーミテージは19歳の時に家族にカミングアウトしたことを明かした。 しかし、公にカミングアウトできるほど気持ちが落ち着いたのは、つい最近のことだった。。

## 舞台（抄）
- 1998年：ベルナルド役（『ハムレット』）
- 1999年：若者のリッチー役（『四人のアリス・ベイカー』）
- 2000年：デリオ役（ロイヤル・シェイクスピア劇団『マルフィ公爵夫人』）
- 2010年：デニス／本人役（オールド・ヴィック・シアター『24時間劇　セレブリティ特別公演』）
- 2014:  ハロルド・ピンター'脚本の プルースト作 失われた時を求めての朗読劇。 92Y Unterberg Poetry Center[34]
- 2014: るつぼ (オールド・ヴィック・シアター) ジョン・プロクター役[35]

## 主な出演作品

### 映画
| 年   | タイトル                                                                                | 役名                       | 注             |
| ---- | --------------------------------------------------------------------------------------- | -------------------------- | -------------- |
| 1999 | This Year's Love                                                                        | パーティのきざ男           |                |
| 1999 | スター・ウォーズ エピソード1/ファントム・メナス Star Wars Episode I: The Phantom Menace | ナブー戦闘機パイロット     |                |
| 1999 | レジェンド・オブ・エジプト Cleopatra                                                    | エピファネス               | テレビ映画     |
| 1999 | シェイクスピア21 マクベス ShakespeaRe-Told Macbeth                                      | アンガス                   | テレビ映画     |
| 1999 | Staged                                                                                  | ダリル・ニューマン         |                |
| 2005 | Frozen                                                                                  | スティーヴン               |                |
| 2011 | キャプテン・アメリカ/ザ・ファースト・アベンジャー Captain America: The First Avenger    | ハインツ・クルーガー       |                |
| 2012 | ホビット 思いがけない冒険 The Hobbit: An Unexpected Journey                             | トーリン・オーケンシールド |                |
| 2013 | ホビット 竜に奪われた王国 The Hobbit: The Desolation of Smaug                           | トーリン・オーケンシールド |                |
| 2014 | ホビット 決戦のゆくえ The Hobbit: The Battle of the Five Armies                         | トーリン・オーケンシールド |                |
| 2014 | イントゥ・ザ・ストーム Into the Storm                                                   | ゲイリー・モリス           |                |
| 2014 | Urban Grimshaw and the Shed Crew                                                        | Chop                       |                |
| 2016 | アリス・イン・ワンダーランド/時間の旅 Alice Through the Looking Glass                   | オレロン王                 |                |
| 2016 | 彼女が目覚めるその日まで Brain on Fire                                                  | トム・キャラハン           |                |
| 2017 | レジェンダリー Pilgrimage                                                               | レイモンド                 |                |
| 2018 | オーシャンズ8 Ocean's Eight                                                             | クロード・ベッカー         |                |
| 2019 | ロッジ -白い惨劇- The Lodge                                                             | リチャード・ホール         | 日本劇場未公開 |
| 2021 | スペース・スウィーパーズ 승리호                                                         | ジェイムス・サリヴァン     | Netflix映画    |
| 2022 | The Man from Rome                                                                       | クォート神父               |                |
| 2023 | The Boy in the Woods                                                                    | Jasko                      |                |

### テレビドラマ
| 年        | タイトル                                                                                         | 役名                         | 注                                                         |
| --------- | ------------------------------------------------------------------------------------------------ | ---------------------------- | ---------------------------------------------------------- |
| 1995      | Boon                                                                                             | パブの男                     | クレジットなし                                             |
| 2001      | Doctors                                                                                          | ドクター・トム・スティール   | 「良き仲間」 「秘密がばれた」                              |
| 2001      | Casualty                                                                                         | クレイグ・パーカー           | 「火遊び」                                                 |
| 2002      | Sparkhouse                                                                                       | ジョン・スタンドリング       | BBCドラマ                                                  |
| 2003      | Cold Feet                                                                                        | リー                         | 計6話出演                                                  |
| 2003      | S.A.S. 英国特殊部隊 Ultimate Force                                                               | イアン・マケルウェイン       | 計5話出演                                                  |
| 2003      | Between the Sheets                                                                               | ポール・アンドリューズ       | ミニシリーズ                                               |
| 2004      | North and South                                                                                  | ジョン・ソーントン           | 計4話出演                                                  |
| 2005      | リンリー警部 捜査ファイル The Inspector Lynley Mysteries                                         | フィリップ・ターナー         | 「黄金分割」                                               |
| 2005      | Malice Aforethought                                                                              | ウィリアム・チャットフォード | ITVドラマ                                                  |
| 2005      | The Golden Hour                                                                                  | ドクター・アレック・トラック | 計4話出演                                                  |
| 2005      | シェイクスピア21 ShakespeaRe-Told                                                                | ピーター・マクダフ           | テレビシリーズ                                             |
| 2006      | 印象派 若き日のモネと巨匠たち The Impressionists                                                 | 若き日のモネ                 | ミニシリーズ                                               |
| 2006−2007 | The Vicar of Dibley                                                                              | ハリー・ケネディ             | 計3話出演                                                  |
| 2006−2009 | ロビン・フッド Robin Hood                                                                        | ガイ・オヴ・ギズボーン       | 計37話出演                                                 |
| 2007      | 孤高の警部 ジョージ・ジェントリー Inspector George Gently                                        | リック・ディーミング         | 計1話出演                                                  |
| 2007      | Miss Marie Lloyd – Queen of The Music Hall                                                       | パーシー・コートニイ         | BBCドラマ                                                  |
| 2007      | アガサ・クリスティー ミス・マープル 無実はさいなむ Agatha Christie's Marple: Ordeal by Innocence | フィリップ・ダラント         | ITVドラマ                                                  |
| 2008      | MI-5 英国機密諜報部 Spooks                                                                       | ルーカス・ノース             | 計25話出演                                                 |
| 2009      | Moving On                                                                                        | ジョン・マリガン             | 「Drowning not Waving」                                    |
| 2010      | 反撃のレスキュー・ミッション Chris Ryan's Strike Back                                            | ジョン・ポーター             | 計6話出演                                                  |
| 2011      | ストライクバック:極秘ミッション Strike Back: Project Dawn                                        | ジョン・ポーター             | 第1シーズン第1話「ニューデリー ホテル人質解放作戦： 前編」 |
| 2015      | ハンニバル Hannibal                                                                              | フランシス・ダラハイド       | 計6話出演                                                  |
| 2016-2019 | Berlin Station                                                                                   | Daniel Miller                |                                                            |
| 2017-2021 | 悪魔城ドラキュラ -キャッスルヴァニア- Castlevania                                                | トレバー・ベルモント         | 声の出演                                                   |
| 2020      | ザ・ストレンジャー The Stranger                                                                  | アダム・プライス             | ミニシリーズ                                               |
| 2021      | ステイ・クロース Stay Close                                                                      | レイ・レヴァイン             | ミニシリーズ                                               |
| 2023      | オブセッション Obsession                                                                         | ウィリアム・ファロー         | ミニシリーズ                                               |
| 2024      | 偽りの銃弾 Fool Me Once                                                                          | ジョー・バーケット           | 計8話出演                                                  |
| 2024      | レッド・アイ/陰謀のフライト Red Eye                                                              | マシュー・ノーラン医師       | 計6話出演                                                  |
| 2024      | トゥームレイダー: レジェンド・オブ・ララ・クロフト Tomb Raider: The Legend of Lara Croft         | チャールズ・デヴェロー       | 声の出演                                                   |

## テレビ出演
- 2003年: RI:SE (2003年11月17日)
- 2004年: GMTV (2004年11月12日)
- 2006年: Jonathan Ross's World of Robin Hood
- 2006年: National TV Awards (2006年11月1日)
- 2006年: BAFTA Children's Awards (2006年11月26日)
- 2007年: BAFTA TV Awards (2007年5月20日)
- 2007年: GMTV (2007年10月3日)
- 2007年: The Five Women In Film And Television Awards (2007年12月7日)
- 2008年: This Morning (2008年10月27日)
- 2008年: BBC One Breakfast Show (2008年10月27日)
- 2008年: The Story of the Costume Drama (2008年12月3日)
- 2009年: BBC Showcase (report in the BBC One Breakfast Show) (2009年2月25日)
- 2009年: GMTV (2009年3月25日)
- 2009年: BAFTA TV Awards (2009年4月26日)
- 2010年: GMTV (2010年5月4日)
- 2010年: BAFTA TV Awards (2010年6月6日)

## ディスコグラフィー
- 2006年: Robin Hood: Will You Tolerate This?
- 2006年: Robin Hood: Sheriff Got Your Tongue?
- 2006年: Robin Hood: Who Shot The Sheriff?
- 2006年: Robin Hood: Parent Hood
- 2007年: The Lords of the North by Bernard Cornwell
- 2009年: Robin Hood: The Witch Finders
- 2009年: Robin Hood: The Siege
- 2009年: Sylvester by Georgette Heyer
- 2010年: Venetia by Georgette Heyer
- 2010年: The Convenient Marriage by Georgette Heyer2006

## その他のクレジット
- 2006年: CBeebies: Bedtime Hour (9–13 October 2006)
- 2007年: Channel 4: Empire's Children, narrator (2 July 2007)
- 2007年: BBC Radio 4: The Ted Hughes Letters, as Ted Hughes (29 October 2007)
- 2007年: BBC Radio 2: A War Less Ordinary, narrator (10 November 2007)
- 2009年: ITV1: Homes from Hell, as narrator (3 March 2009)[40]
- 2009年: Channel 4: The Great Sperm Race, as narrator (23 March 2009)[41]
- 2010年: Voice-over for Santander Lego Bridge advert
- 2010年: BBC 2: The Natural World, Forest Elephants: Rumbles in the Jungle, as narrator
- 2010年: BBC Radio 4: Clarissa: The History of a Young Lady, as Robert Lovelace (14 March 2010)[42]
- 2010年: Voice-over for "Sky Sports HD Advert" (Radio and Television Adverts[43]
- 2010年: General Election 2010 Leaders' Debates Radio Adverts[43]
- 2010年: BBC Winter Olympics Radio Adverts[43]
- 2010年: Voice-over for Alfa Romeo Mito advert"[43]
- 2010年: ITV: "Surgery School", as narrator[44]
- 2010年: BBC Radio 3: "Words and Music: Symphony of a City" as narrator (September 12, 2010)
- 2010年: BBC: "Lost Land of the Tiger", as narrator
- 2010年: Voice-over for Hyundai ix20 advert[45]